# Loreo (entreprise)
Pour les articles homonymes, voir Loreo (homonymie).
Loreo une entreprise de Hong Kong spécialisée en accessoires de photographie dont une gamme d'appareil stéréoscopique.